# Gallotia caesaris
El lagarto pequeño de las Canarias (Gallotia caesaris), también conocido como Lagarto de Lehrs y en El Hierro conocido como tizón, es una especie de lagarto de la familia Lacertidae, endémico de las islas de La Gomera y El Hierro. En Tenerife y La Palma, habita un pariente cercano, el Gallotia galloti. En Madeira se encuentran poblaciones de este lagarto debido a su introducción por parte del hombre. 
Existen dos subespecies:
- Gallotia caesaris caesaris (Lehrs, 1914) Localizable en El Hierro
- Gallotia caesaris gomerae (Boettger & Müller, 1914) Localizable en La Gomera

## Hábitat
El lagarto pequeño de las Canarias habita en lugares abiertos y pedregosos, especialmente entre los muros de las terrazas de cultivo de las islas. Se alimenta de frutos y de insectos. 

## Descripción
Los especímenes hembra y los jóvenes presentan un color marrón con algunas líneas de color más claro que parten desde la cabeza hasta la cola. Los machos presentan un color negro o marrón oscuro y en la cara presentan algunas manchas azules.